# SEKIDO
株式会社セキド（Sekido Co., Ltd.）は、東京都国立市に本社を置くDJI製品やROV、ラジコン製品などの販売やドローンの講習などを行う販売代理店。

## 概要
海外のラジコンメーカーの日本総代理店として設立されたが、2013年にDJI製ドローンの販売を開始。その後は販売のみならず、安全講習会やドローンのフライト体験会なども行っている。そのほか、産業用途でのドローンによる空撮業務の受託も行う。
2015年にはROV（水中ドローン）の販売を開始、2018年にはSUBLUE社と総代理店契約し水中スクーターの販売を始める。
東京都港区の「DJI認定ストア 東京虎ノ門」と横浜市金沢区にドローントレーニング施設と併設店舗「セキド DJI 横浜ベイサイド店」を運営する。
2019年10月にレイメイ藤井との合弁会社・株式会社レイメイセキドを設立し、同年11月には福岡県福岡市に「DJI認定ストア 福岡博多」を開設した。

## 沿革
- 2012年（平成24年）
  - 5月 - 会社設立。HOBBYWING社、SAVOX社と日本総代理店契約を締結。
  - 12月 - DJIと正規代理店契約を締結。
- 2014年（平成26年）12月 - ドローンの運用に関する有料講習会を開始。
- 2015年（平成27年）1月 - ドローンの無料体験イベント「DJI NEW PILOT EXPERIENCE」を開始。
- 2016年（平成28年）
  - 4月 - セキド立川 R&D センター開設（2019年10月閉鎖）、およびSEKIDO DJI ドローンフィールド（フライト練習場）を開設。
  - 10月 - セキド DJI 横浜ベイサイド店を開設。
- 2017年（平成29年）
  - 1月 - PGYTECH社と日本総代理店契約を締結。
  - 4月 - BlueRobotics社と正規代理店契約を締結。
  - 5月 - Propeller社と日本総代理店契約を締結。
  - 7月 - セキド無人航空機安全運用協議会（SUSC）を発足。
- 2018年（平成30年）
  - 5月 - セキド虎ノ門本店、DJI認定ストア 東京虎ノ門を開設。
  - 6月 - SUBLUE社と日本総代理店契約を締結。
  - 7月 - 資本金を8,000万円に増資。
  - 10月 - SUSCがドローン講習の管理団体として国土交通省認可を受ける。
- 2019年（平成31年/令和元年）
  - 2月 - Insta360社と正規代理店契約を締結。
  - 10月 - レイメイ藤井との合弁により株式会社レイメイセキドを設立。
  - 11月 - DJI認定ストア 福岡博多を開設。

## 関連会社
- 株式会社レイメイセキド
- 株式会社セキドパートナーズ